# Joe Luis Raguá
Joe Luis Raguá (Herrán, Norte de Santander, Colombia; 23 de febrero de 1981) es un exfutbolista colombiano. Jugaba de defensa.

## Trayectoria
Joe Luis se Graduó de Bachiller en el Colegio Departamental Integrado Juan Atalaya de Cúcuta para luego iniciar su carrera como futbolista en el Cúcuta Deportivo en el año 2003 jugando en la Categoría Primera B varios años, destacándose por obtener el ascenso en el año 2005 luego de nueve años en la segunda categoría.
En el 2006 continuó jugando con el Cúcuta en la Primera A hasta el año 2007 que sale del equipo comprado por el Santa Fe. Juega en el equipo capitalino por dos temporadas y regresa al Cúcuta Deportivo.

## Clubes
| Club             | País     | Año         |
| ---------------- | -------- | ----------- |
| Cúcuta Deportivo | Colombia | 2003 - 2007 |
| Santa Fe         | Colombia | 2007 - 2008 |
| Cúcuta Deportivo | Colombia | 2009 - 2010 |
| Santa Fe         | Colombia | 2011        |
| Águilas Doradas  | Colombia | 2011        |
| Atlético Huila   | Colombia | 2013        |

## Palmarés

### Campeonatos nacionales
| Título              | Club             | País     | Año  |
| ------------------- | ---------------- | -------- | ---- |
| Primera B           | Cúcuta Deportivo | Colombia | 2005 |
| Torneo Finalización | Cúcuta Deportivo | Colombia | 2006 |